# Municipio de Cedar (Illinois)
El municipio de Cedar (en inglés: Cedar Township) es un municipio ubicado en el condado de Knox en el estado estadounidense de Illinois. En el año 2010 tenía una población de 3270 habitantes y una densidad poblacional de 34,86 personas por km².

## Geografía
El municipio de Cedar se encuentra ubicado en las coordenadas 40°50′21″N 90°22′41″O / 40.83917, -90.37806. Según la Oficina del Censo de los Estados Unidos, el municipio tiene una superficie total de 93.8 km², de la cual 93,24 km² corresponden a tierra firme y (0,6 %) 0,56 km² es agua.

## Demografía
Según el censo de 2010, había 3270 personas residiendo en el municipio de Cedar. La densidad de población era de 34,86 hab./km². De los 3270 habitantes, el municipio de Cedar estaba compuesto por el 96,76 % blancos, el 0,61 % eran afroamericanos, el 0,15 % eran amerindios, el 0,31 % eran asiáticos, el 0,7 % eran de otras razas y el 1,47 % eran de una mezcla de razas. Del total de la población el 2,02 % eran hispanos o latinos de cualquier raza.